# Massacre de Turin (1922)
Pour les articles homonymes, voir Massacre de Turin.
Le massacre de Turin (en italien : la strage di Torino) est une série de meurtres par représailles commis entre le 18 et le 20 décembre 1922 à Turin par les fascistes commandés par Piero Brandimarte (it). Il a visé notamment les militants de gauche turinois avec la passivité des forces de l'ordre. Il s'agit de l'un des épisodes fascistes les plus violents depuis la marche sur Rome.

## Contexte
Après la Marche sur Rome, Benito Mussolini est chargé par le roi d'Italie Victor-Emmanuel III de former un nouveau gouvernement. Ce dernier, composé de fascistes, de populaires, de libéraux et de sociaux-démocrates doit mettre un terme aux violences squadristes qui secouaient le pays depuis quatre ans, affaiblissant plusieurs gouvernements dont particulièrement le dernier, celui de Luigi Facta.

## Déroulement
Dans la nuit du dimanche 17 décembre 1922 à la barriera di Nizza, entre Corso Spezia et Via Nizza, une fusillade éclate faisant six blessés dont deux sont mortellement touchés. La cause de la fusillade est d'ordre privé. Les victimes sont Giuseppe Dresda, un cheminot de 27 ans, et Lucio Bazzani, un étudiant en ingénierie de 22 ans, tous deux militants fascistes. 

Le tueur âgé de 22 ans, Francesco Prato, réussit à s'échapper, bien que blessé à la jambe. Aidé de ses compagnons, il se réfugie dans une maison non loin du Corso Spezia (il est plus tard exfiltré vers l'Union soviétique où il disparaît lors des purges staliniennes),,. Les deux meurtres, outre une enquête policière, provoquent la réaction des squadre locales dirigées par Piero Brandimarte et organisées par le quadriumvirat du fascisme turinois : Scarampi, Voltolini, Monferrino et Orsi. Les fascistes se mettent alors à la recherche de Prato dans tous les endroits qui, à Turin, sont connus pour héberger des membres de la faction politique opposée.
« I nostri morti non si piangono, si vendicano. (...) Noi possediamo l'elenco di oltre 3 000 nomi di sovversivi. Tra questi ne abbiamo scelti 24 e i loro nomi li abbiamo affidati alle nostre migliori squadre, perché facessero giustizia. E giustizia è stata fatta. (...) (I cadaveri mancanti) saranno restituiti dal Po, seppure li restituirà, oppure si troveranno nei fossi, nei burroni o nelle macchie delle colline circostanti Torino. »
— Pietro Brandimarte, Il Secolo, 18 décembre 1922.

« Les nôtres ne se pleurent pas, ils se vengent. (...) Nous possédons une liste contenant plus de 3.000 noms d'éléments subversifs. Nous en avons choisi 24, dont les noms ont été transmis à nos meilleures squadre, pour qu'elles fassent justice. Et justice fut faite. (...) (Les cadavres manquants) seront repêchés dans le Pô, restitués, ou retrouvés dans les fossés ou les collines qui entourent Turin. »
— Il Secolo, 18 décembre 1922.

Les affrontements entraînent la mort de 14 personnes et font 26 blessés. Les fascistes mettent le feu à la bourse du travail de Turin, empêchant les pompiers d'intervenir jusqu'à ce que l'incendie menace les maisons mitoyennes. Le cercle des cheminots anarchistes, le cercle Karl Marx et le siège de L'Ordine Nuovo subissent le même sort. Les chemises noires, à la recherche d’opposants politiques, bloquent la circulation des tramways, arrêtent les passants et les fouillent. Le frère d'Antonio Gramsci, Gennaro, est battu jusqu'au sang à la bourse du travail. 
« È l'ultimo delitto, la conclusione di una "strage calcolata". I fascisti hanno voluto colpire gli avversari politici, eliminarli fisicamente; hanno voluto intimorire, terrorizzare quanti non hanno ancora l'abitudine di tacere. Il gioco riesce. Ma riesce, in primo luogo, perché l'apparato dello Stato non si oppose a questo disegno; perché il fascismo sta diventando, ogni giorno di più, padrone dello Stato. »
— Walter Tobagi, Gli anni del manganello, pag.20

« C'est le dernier délit, la conclusion d'un "massacre calculé". Les fascistes ont voulu frapper leurs adversaires politiques, les éliminer physiquement; ils ont voulu intimider, terroriser tous ceux qui n'ont pas encore l'habitude de se taire. Le coup a réussi. Mais il a réussi en premier lieu parce que l'appareil d'État ne s'est pas opposé à ce dessein; parce que le fascisme est en train de devenir de plus en plus, chaque jour, le patron de l'État. »
— Gli anni del manganello, pag.20

## Réaction
À la demande de Benito Mussolini, l'enquêteur de police Giovanni Gasti et le député fasciste Francesco Giunta rédigent un rapport sur les trois jours de massacres qui ont touché Turin. Ils notent l'absence du préfet et du préfet de police dans la ville lors des événements et constatent la préméditation du massacre et la réaction excessive des fascistes. Aucune arrestation n'a eu lieu pendant ces trois jours et aucune mesure préventive na été prise par le sous-préfet, confirmant la passivité totale des forces de police et des gardes royaux présent dans la ville.
Cesare Maria De Vecchi, bien qu'étranger aux événements, envoie un télégramme dans lequel il félicite les fascistes turinois et approuve la méthode employée. Mussolini, quant à lui, qualifie les actes de « honte pour l'espèce humaine » en promettant des condamnations pour les coupables.
Le 22 décembre 1922, un décret est adopté pour amnistier les auteurs de violences politiques quand ces dernières vont dans l'intérêt de la nation.
« Come capo del fascismo mi dolgo che non ne abbiano ammazzato di più; come capo del governo debbo ordinare il rilascio dei comunisti arrestati! »
— Benito Mussolini, Walter Tobagi, Gli anni del manganello, pag.20

« Comme chef du fascisme je regrette qu'ils n'en aient pas tué davantage ; comme chef du gouvernement je dois ordonner la libération des communistes arrêtés ! »
— Walter Tobagi, Gli anni del manganello, pag.20

## Victimes

### 18 décembre
- Carlo Berruti, cheminot et conseiller municipal du Parti communiste italien, tué dans les environs de Nichelino .
- Matteo Chiolero, militant socialiste et ouvrier du tramway, tué à son domicile, via Abegg 7.
- Erminio Andreone, pompier des chemins de fer, tué devant sa maison (ensuite incendiée) dans la via Alassio 25.
- Pietro Ferrero, un anarchiste et secrétaire turinois de la Fédération des travailleurs de la métallurgie (FIOM), est retrouvé méconnaissable, le crâne fracassé, sous le monument à Vittorio Emanuele, après avoir été attaché par les pieds à un camion et traîné le long du Corso Vittorio Emanuele.
- Andrea Ghiomo et Matteo Tarizzo, deux antifascistes : le premier est retrouvé dans un pré de la Via Pinelli avec le crâne brisé et sanguinolent, des centaines de blessures à la tête et au corps ; le second dans un bain de sang au bout de la via Canova, tué par des coups de massues qui lui ont brisé le crâne.
- Leone Mazzola, propriétaire d'une taverne et militant socialiste, est abattu dans son lit, dans l'arrière-boutique où il loge.
- Giovanni Massaro, ancien cheminot et anarchiste, tué par un tir de mousquet près de la ferme de Maletto sur la Via San Paolo.

### 19 décembre
- Cesare Pochettino, un artisan apolitique. Il est enlevé avec son beau-frère Stefano Zurletti. Ils sont tous deux emmenés dans les collines et abattus au bord d'un ravin : Pochettino meurt sur le coup, Zurletti simule la mort, il est sauvé par un vieil homme qui, avec sa fille, a été témoin de la scène. Emmené à l'hôpital, il subit les menaces et les insultes des chemises noires qui circulent librement entre lits et couloirs. Décédé le 10 décembre 1951, son nom ne figure pas parmi les victimes.
- Angelo Quintagliè, huissier du bureau des chemins de fer "Contrôle des produits".
- Evasio Becchio, un ouvrier communiste âgé de 25 ans, pris dans une taverne et conduit au bout du Corso Bramante, où il est tué par balle.

## Procès
Le 29 mai 1945, Brandimarte est mis en accusation pour dix meurtres commis lors du massacre : le procès est transféré à Florence par la Cour de cassation pour des raisons d'ordre public et cinq ans plus tard, le 5 août 1950, il est condamné à 26 ans et 3 mois de prison (dont les deux tiers amnistiés). Le 30 avril 1952, la cour d'assise d'appel de Bologne l'acquitte pour manque de preuves.  

## Commémorations
- En 1933, sur une petite place de la Via Genova à Turin, l'architecte Gino Levi-Montalcini érigea le Monument aux martyrs fascistes Dresda et Bazzani, démoli après la guerre[10].
- En 1946, Turin dédie aux victimes du massacre la Piazza XVIII Dicembre (ex-Piazza San Martino) et, depuis 2006, l’arrêt homonyme de la ligne 1 du métro de Turin[11].
- Sur la place, au coin de la rue Via Cernaia, se trouve une plaque commémorative à côté de laquelle, chaque année, une célébration commémorative a lieu en l'honneur des victimes du massacre[12].
- La municipalité de Turin a dédié une rue à Berruti et Ferrero (à l'angle Corso Tazzoli/Corso Unione Sovietica).
- Jusqu'en 1945, l'actuelle Via Saluzzo était dédiée à Lucio Bazzani dans le quartier de San Salvario (une indication est toujours partiellement lisible au coin de la Via Saluzzo et de la Via Berthollet).
- À l’occasion du quatre-vingt-dixième anniversaire du massacre, le 18 décembre 2012, une série de commémorations a été organisée à Turin[13].
- Aucune des victimes, à l'exception de Pietro Ferrero, dont la tombe se trouve dans le cimetière monumental de Turin, ne figure sur la liste des personnes inhumées dans les cimetières de Turin[14].